# Villers-Hélon
Pour les articles homonymes, voir Villers.
Villers-Hélon est une commune française située dans le département de l'Aisne, en région Hauts-de-France.

## Géographie

### Hydrographie
La commune est située dans le bassin Seine-Normandie. Elle est drainée par la Savières, le cours d'eau 01 de la commune de Villers-Helon et le fossé 01 de la Vallée de Clancy,,.
La Savières, d'une longueur de 18 km, prend sa source dans la commune de Parcy-et-Tigny et se jette  dans l'Ourcq à Troësnes, après avoir traversé 13 communes.

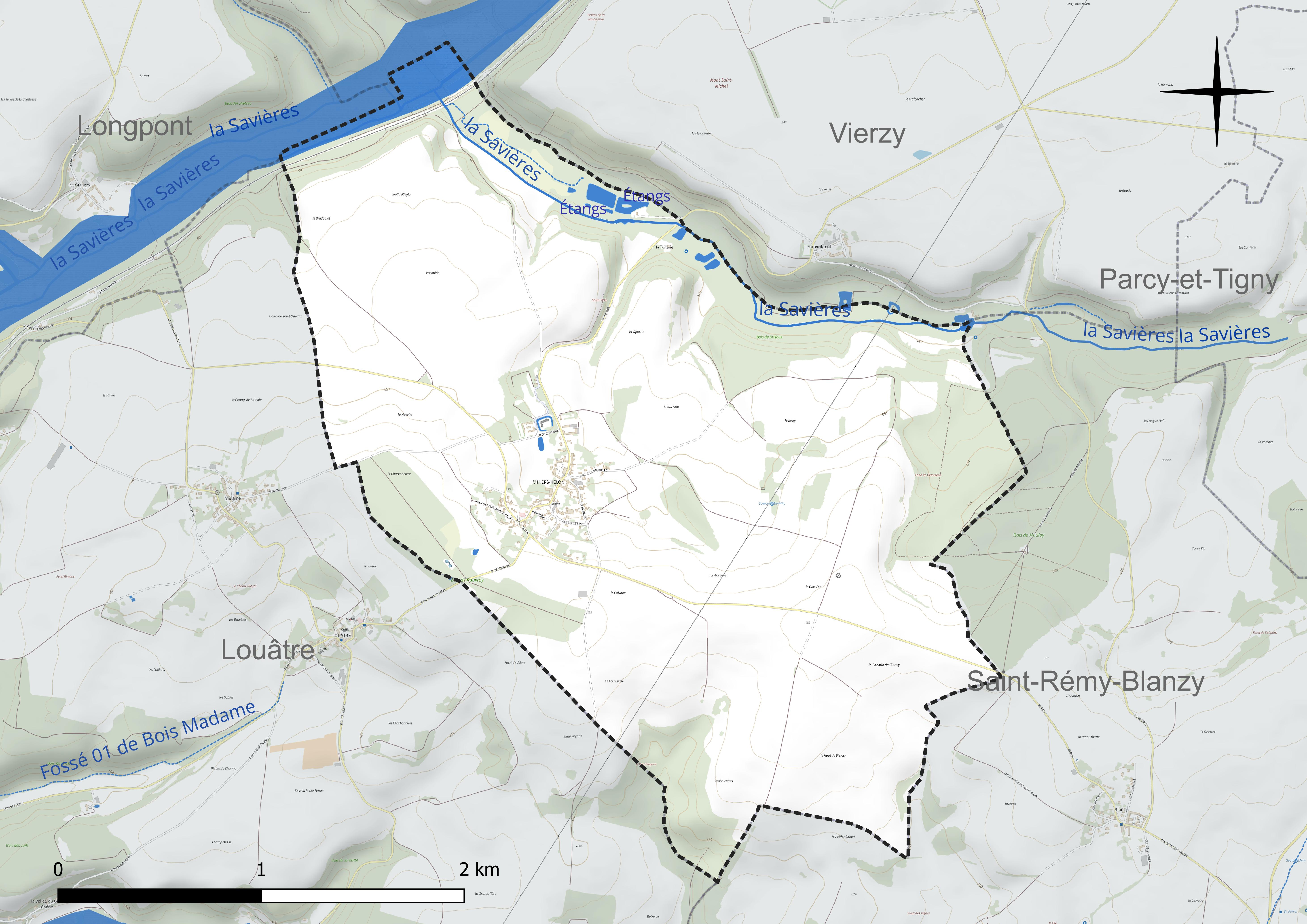
Réseau hydrographique de Villers-Hélon.

Un plan d'eau complète le réseau hydrographique : les étangs (1,1 ha),.

### Climat
Pour des articles plus généraux, voir Climat des Hauts-de-France et Climat de l'Aisne.
En 2010, le climat de la commune est de type climat océanique dégradé des plaines du Centre et du Nord, selon une étude du CNRS s'appuyant sur une série de données couvrant la période 1971-2000. En 2020, Météo-France publie une typologie des climats de la France métropolitaine dans laquelle la commune est exposée à un climat océanique altéré et est dans la région climatique Nord-est du bassin Parisien, caractérisée par un ensoleillement médiocre, une pluviométrie moyenne régulièrement répartie au cours de l'année et un hiver froid (3 °C).
Pour la période 1971-2000, la température annuelle moyenne est de 10,3 °C, avec une amplitude thermique annuelle de 15,2 °C. Le cumul annuel moyen de précipitations est de 752 mm, avec 12 jours de précipitations en janvier et 8,9 jours en juillet. Pour la période 1991-2020, la température moyenne annuelle observée sur la station météorologique la plus proche, située sur la commune de Braine à 21 km à vol d'oiseau, est de 11,3 °C et le cumul annuel moyen de précipitations est de 662,7 mm,. Pour l'avenir, les paramètres climatiques de la commune estimés pour 2050 selon différents scénarios d'émission de gaz à effet de serre sont consultables sur un site dédié publié par Météo-France en novembre 2022.

## Urbanisme

### Typologie
Au 1er janvier 2024, Villers-Hélon est catégorisée commune rurale à habitat dispersé, selon la nouvelle grille communale de densité à 7 niveaux définie par l'Insee en 2022.
Elle est située hors unité urbaine et hors attraction des villes,.

### Occupation des sols
L'occupation des sols de la commune, telle qu'elle ressort de la base de données européenne d'occupation biophysique des sols Corine Land Cover (CLC), est marquée par l'importance des territoires agricoles (71,5 % en 2018), en diminution par rapport à 1990 (75,9 %). La répartition détaillée en 2018 est la suivante : 
terres arables (63,8 %), forêts (23,8 %), zones agricoles hétérogènes (7,7 %), zones urbanisées (4,4 %), milieux à végétation arbustive et/ou herbacée (0,4 %).
L'évolution de l'occupation des sols de la commune et de ses infrastructures peut être observée sur les différentes représentations cartographiques du territoire : la carte de Cassini (XVIIIe siècle), la carte d'état-major (1820-1866) et les cartes ou photos aériennes de l'IGN pour la période actuelle (1950 à aujourd'hui).

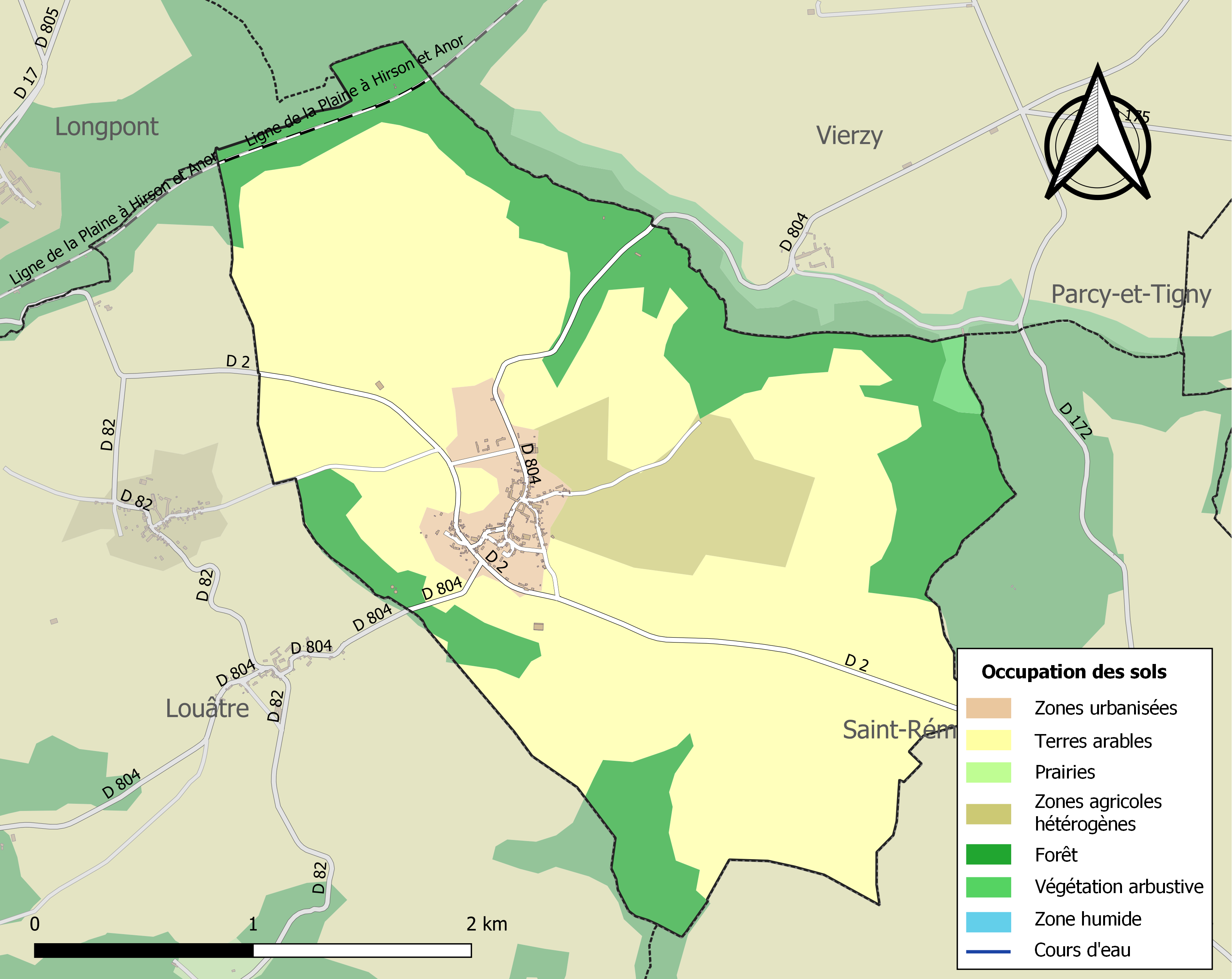
Carte de l'occupation des sols de la commune en 2018 (CLC).

## Toponymie
Le nom de la localité est attesté sous les formes Villeir (1202) ; Villaris (1216) ; Vilers-le-Hélon (1228) ; Villers-Monseigneur-Héron (1255) ; In territorio de Villari-Helonis (1261) ; Villaria-Helonis (1262) ; In territorio de Villaribus-Domini-Helonis (1263) ; in territorio de Villaribus-le-Hellon (1277) ; Villers-Monseigneur-Heloir (1277) ; Terreoir de Vilers-Monseigneur-Helon (1280) ; Willers (XIIIe siècle) ; Vilers-le-Heilon (1318) ; Villare-Hellonis (1529) ; Villers-le-Hellon (1545) ; Villers-Huilrons (1552) ; Villiers-le-Hellon (XVIe siècle) ; Villers-le-Hélon (1561) ; Villiers-le-Hélon (1623) ; Villers-Héron (1653) ; Villers-les-Hérons (1668) ; Villers-Hellon (1677) ; Villers-les-Hellon (1696) ; Villers-le-Long (1736).

Villers a pour variante Villars, du latin villaris, dérivé de villa (« ferme »).

## Politique et administration

### Découpage territorial
La commune de Villers-Hélon est membre de la communauté de communes Retz-en-Valois, un établissement public de coopération intercommunale (EPCI) à fiscalité propre créé le 1er janvier 2017 dont le siège est à Villers-Cotterêts. Ce dernier est par ailleurs membre d'autres groupements intercommunaux.
Sur le plan administratif, elle est rattachée à l'arrondissement de Soissons, au département de l'Aisne et à la région Hauts-de-France. Sur le plan électoral, elle dépend du  canton de Villers-Cotterêts pour l'élection des conseillers départementaux, depuis le redécoupage cantonal de 2014 entré en vigueur en 2015, et de la cinquième circonscription de l'Aisne  pour les élections législatives, depuis le dernier découpage électoral de 2010.

### Administration municipale
| Période                                  | Période                       | Identité      | Étiquette | Qualité                                 |
| ---------------------------------------- | ----------------------------- | ------------- | --------- | --------------------------------------- |
| Les données manquantes sont à compléter. |                               |               |           |                                         |
| mars 2001                                | mars 2008                     | Gérard Vecten |           |                                         |
| mars 2008                                | En cours (au 14 juillet 2020) | Claude Capon  | PS        | Retraité Réélu pour le mandat 2020-2026 |

## Démographie
L'évolution du nombre d'habitants est connue à travers les recensements de la population effectués dans la commune depuis 1793. Pour les communes de moins de 10 000 habitants, une enquête de recensement portant sur toute la population est réalisée tous les cinq ans, les populations de référence des années intermédiaires étant quant à elles estimées par interpolation ou extrapolation. Pour la commune, le premier recensement exhaustif entrant dans le cadre du nouveau dispositif a été réalisé en 2004.

En 2022, la commune comptait 194 habitants, en évolution de −12,61 % par rapport à 2016 (Aisne : −1,97 %, France hors Mayotte : +2,11 %).
| 1793 | 1800 | 1806 | 1821 | 1831 | 1836 | 1841 | 1846 | 1851 |
| ---- | ---- | ---- | ---- | ---- | ---- | ---- | ---- | ---- |
| 220  | 352  | 342  | 355  | 397  | 410  | 420  | 377  | 389  |

| 1856 | 1861 | 1866 | 1872 | 1876 | 1881 | 1886 | 1891 | 1896 |
| ---- | ---- | ---- | ---- | ---- | ---- | ---- | ---- | ---- |
| 360  | 370  | 350  | 355  | 392  | 402  | 392  | 355  | 349  |

| 1901 | 1906 | 1911 | 1921 | 1926 | 1931 | 1936 | 1946 | 1954 |
| ---- | ---- | ---- | ---- | ---- | ---- | ---- | ---- | ---- |
| 326  | 352  | 314  | 242  | 260  | 270  | 265  | 258  | 264  |

| 1962 | 1968 | 1975 | 1982 | 1990 | 1999 | 2004 | 2006 | 2009 |
| ---- | ---- | ---- | ---- | ---- | ---- | ---- | ---- | ---- |
| 229  | 175  | 146  | 148  | 173  | 188  | 200  | 205  | 221  |

| 2014 | 2019 | 2022 | - | - | - | - | - | - |
| ---- | ---- | ---- | - | - | - | - | - | - |
| 226  | 207  | 194  | - | - | - | - | - | - |

## Culture locale et patrimoine

### Lieux et monuments
- Église Saint-Martin.
- Monument aux morts.

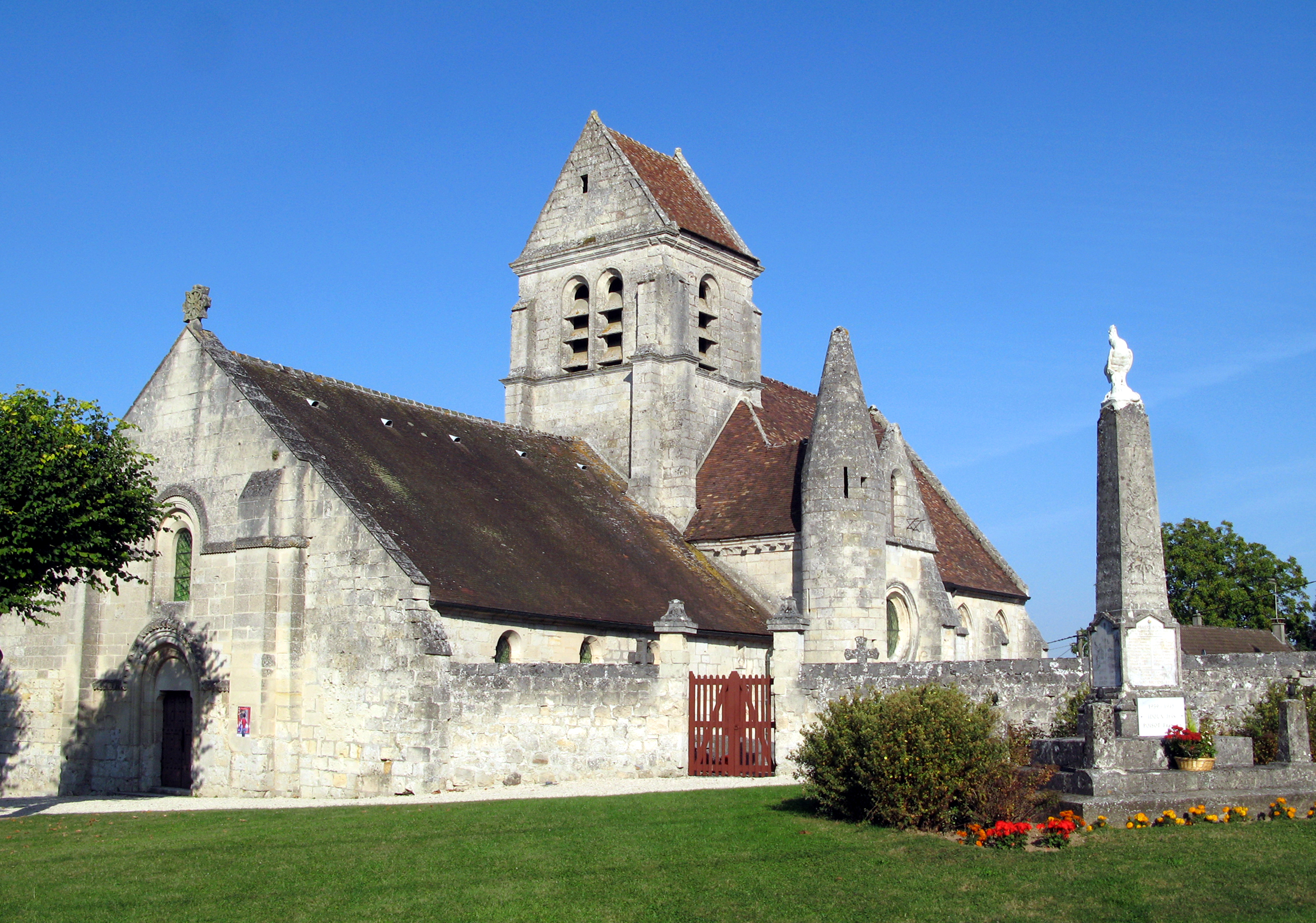
La curieuse tourelle d'escalier de l'église Saint-Martin semble faire la parallèle au monument aux morts.

- Chapelle du château de Villers-Hélon.

### Héraldique
| Blason de Villers-Hélon | Blason  | D'azur à une fleur de lys d'or accompagnée de cinq étoiles d'argent, 2, 2 et 1. Ornements extérieursCroix de guerre 1914-1918                 |
| Blason de Villers-Hélon | Détails | Armes de Gilles de Villers-Hélon, seigneur du lieu durant la seconde moitié du XIIIe siècle. Le statut officiel du blason reste à déterminer. |